# Čakovec (Čakov)
Čakovec (dříve v letech 1850–1889 též Malý Čakov) je vesnice, část obce Čakov v okrese České Budějovice v Jihočeském kraji. Leží na samém západním okraji Českobudějovické pánve, zhruba jedenáct kilometrů západně od Českých Budějovic.  V roce 2011 zde trvale žilo 49 obyvatel.

## Název

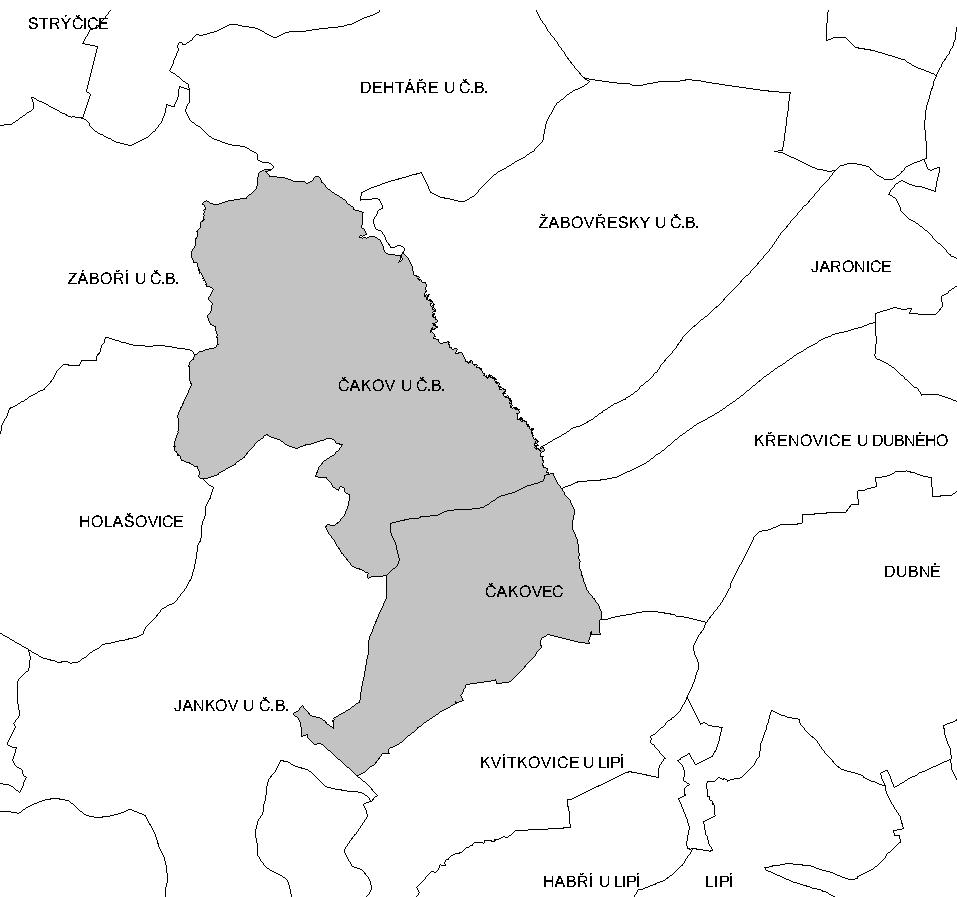
Katastrální členění Čakova

V počátcích mívala tato ves společné jméno s blízkým Čakovem a obě sídla je tak v písemných pramenech možno rozlišit jen s nesnázemi, např. pomocí údaje o jejich držitelích. K Čakovci, kde na rozdíl od Čakova stávala tvrz, se zřejmě vztahují zmínky o Ješkovi z Čakova (psáno Czeczow, Czecaw či Zcekow) na konci třicátých a ve čtyřicátých letech 14. století.
Dříve byl užíván i název Malý Čakov, německy Klein Tschekau nebo Klein Czekau.

## Historie
V roce 1407 se vesnice poprvé připomíná pod svébytným názvem jako Malý Čakovec. Jejími majiteli byli od 15. století příslušníci vladyckého rodu Čakovců z Bohušic, z nichž Jan z Bohušic, oddaný stoupenec rožmberského rodu, musel roku 1469 o svou tvrz svést boj s odbojným Jindřichem Roubíkem z Hlavatec, zapřisáhlým škůdcem Rožmberků. Čakovcové na Čakovci zdatně hospodařili až do roku 1620, kdy za stavovského povstání tvrz i ves se vším hospodářstvím padly v plen vojsku. Nedlouho poté, v roce 1630 prodal Jiří Jan Čakovec z Bohušic tento majetek vyšebrodskému klášteru cisterciáků. V rámci klášterního panství Komařice pak Čakovec setrval po následující dvě století až do zrušení poddanství.

## Obyvatelstvo
| Rok            | 1840 | 1869 | 1880 | 1890 | 1900 | 1910 | 1921 | 1930 | 1950 | 1961 | 1970 | 1980 | 1991 | 2001 | 2011 | 2021 |
| -------------- | ---- | ---- | ---- | ---- | ---- | ---- | ---- | ---- | ---- | ---- | ---- | ---- | ---- | ---- | ---- | ---- |
| Počet obyvatel | 92   | 120  | 126  | 119  | 122  | 132  | 143  | 120  | 77   | 74   | 70   | 49   | 37   | 40   | 49   | 66   |
| Počet domů     | 12   | 14   | 15   | 15   | 15   | 22   | 22   | 26   | 28   | 24   | 22   | 21   | 28   | 29   | 28   | 35   |

## Obecní správa
Poté od roku 1850 ves tvořila součást obce Kvítkovice, za nacistické okupace byla v letech 1943 až 1945 spolu s nimi připojena k obci Čakov, poté znovu součástí Kvítkovic až do 13. června 1964, kdy byly začleněny pod obec Jankov, zatímco Kvítkovice byly připojeny k Lipí. Ke dni 24. listopadu 1990 se Čakovec od Jankova oddělil v rámci obnovené obce Čakov.

## Pamětihodnosti
- Panský dvůr čp. 6 v místech někdejší tvrze na jihozápadním okraji vsi, v nynější podobě klasicistní novostavba po požáru 1819. Na bráně monogram tehdejšího vyšebrodského opata Isidora Teutschmanna, ve štítě hlavní budovy opatský znak.
- Statek čp. 18 s bohatě zdobenými volutovými štíty ve stylu selského baroka (dat. 1848 a 1850); dobře dochovaná je i další původní zástavba vsi (např. čp. 1, 7 a 13)
- Kříž na památku padlých v první světové válce z roku 1918
- Pozůstatky mohylového pohřebiště z doby halštatské a laténské (6. až 4. století př. n. l.) v lese západně od Čakovce, směrem k Jankovu
- Vodní mlýn č.p. 9

## Osobnosti
- V Čakovci se narodil Jaroslav Pouzar (* 1952), hokejista, dvojnásobný mistr světa a trojnásobný vítěz Stanleyova poháru.